# Округ Балтимор (Мериленд)
Балтимор (енгл. Baltimore County) је округ у америчкој савезној држави Мериленд.

## Демографија
По попису из 2010. године број становника је 805.029, што је 50.737 (6,7%) становника више него 2000. године.
| Група             | 2000.           | 2010.           |
| Белци             | 553.890 (73,4%) | 504.556 (62,7%) |
| Афроамериканци    | 151.600 (20,1%) | 209.738 (26,1%) |
| Азијати           | 23.947 (3,2%)   | 40.077 (5,0%)   |
| Хиспаноамериканци | 13.774 (1,8%)   | 33.735 (4,2%)   |
| Укупно            | 754.292         | 805.029         |